# Arrakis Planitia
Arrakis Planitia est une planitia sur Titan, la plus grande lune de la planète Saturne. Elle est située dans l'hémisphère sud de Titan, entre 74-80° sud et 113-134° Est, dans la région Mezzoramia.
Arrakis Planitia est nommée d'après Arrakis, une planète désertique fictive qui apparaît dans les romans du cycle de Dune de Frank Herbert. Le nom fait suite à une convention qui font que les plaines de Titan sont nommées d'après des planètes de l'œuvre de Herbert.